# Pavliš
Pavliš (cyr. Павлиш) – wieś w Serbii, w Wojwodinie, w okręgu południowobanackim, w mieście Vršac. W 2011 roku liczyła 2195 mieszkańców.